# Rokkaku (Klan)

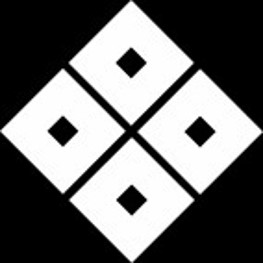
Wappen der Rokkaku (Auf der Ecke stehende Vierecke mit Siebtel-Augen)

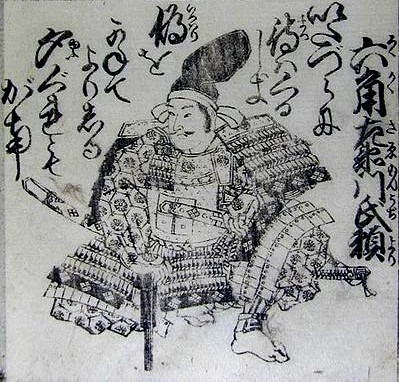
Rokkaku Ujiyori

Die Rokkaku (japanisch 六角氏, Rokkaku-shi) waren eine Familie des japanischen Schwertadels (Buke), eine Seitenlinie der Sasaki aus der Provinz Ōmi.

## Genealogie
- Yasutsuna (泰綱; 1213–1276), Sohn des Sasaki Nobutsuna (佐々木 信綱; 1181–1242), war der Erste, der sich gegen Ende des 13. Jahrhunderts Rokkaku nannte, nach dem Stadtviertel Kyōtos, in dem er wohnte. Er besaß das volle Vertrauen der Hōjō-Shikken, war Kebiishi (Polizist), Saemon no jō (Adjutant der linken Torwache), Iki no kami (Gouverneur von Iki) und wurde 1245 zum Ōmi no shugo ernannt.[2]
- Ujiyori (氏頼; 1326–1370), Yasutsunas Urenkel, war ebenfalls Ōmi no shugo und Kebiishi. Er schloss sich während der Aufspaltung der Kaiserhöfe der Nordseite an und kämpfte unter Ashikaga Takauji und Yoshiakira. Ujiyori residierte auf der Burg Kannonji (Ōmi), die seine Vorfahren erbaut hatten.
- Mitsutaka (満高; 1369–1416), nach einigen Quellen Sohn des Shōgun Yoshiakira, wurde von Ujiyori adoptiert und folgte ihm mit allen Rechten.
- Takayori (高頼; 1462–1520), Mitsutakas Urenkel, stellte sich während des Ōnin-Kriegs 1467 auf die Seite von Yamana Sōzen (山名 宗全; 1404–1473) und eroberte die ganze Provinz Ōmi von den Kyōgoku, dem anderen Sasaki-Zweig. 1487 wurde Takayori von Shōgun Ashikaga Yoshihisa in seiner Burg Kannonji belagert und floh in das Kloster Kōya. Yoshihisa starb während der Belagerung und wurde durch Ashikaga Yoshitane ersetzt, der 1492 wieder zu den Waffen griff. Takayori wurde geschlagen und in die Flucht getrieben. Beim Tode des Kaisers Go-Tsuchimikado bezahlte er alle Aufwendungen für das Begräbnis. Als Anerkennung erhielt er im Jahr 1500 dafür die Erlaubnis, in seinem Wappen die kaiserliche Chrysantheme und Paulownien seinem Wappen hinzuzufügen. Als Shōgun Ashikaga Yoshizumi von seinem Rivalen Ashikaga Yoshitane aus Kyōto vertrieben wurde, suchte er Schutz bei Takayori.
- Sadayori (定頼; 1495–1552), ein Sohn Takayoris, war zunächst Mönch im Shōkoku-ji. Dann starb sein älterer Bruder Ujitsuna (氏綱; † 1518), so dass die Domäne an ihn fiel. Er war am Sieg von Ōuchi Yoshioki (大内 義興; 1477–1528) im Jahr 1511 über Hosokawa Masakata beteiligt und wurde dann Kanreidai (stellvertretender Generalgouverneur des Shoguns). 1518 belagerte er vergeblich Azai Sukemasa (浅井 亮政; 1491–1542) in dessen Burg Odani (Ōmi). Kurz danach hob er neue Truppen aus, marschierte 1520 nach Kyōto und vertrieb Miyoshi Nagateru und Hosokawa Sumimoto (細川 澄元; 1489–1520). Er fiel im Kampf gegen die Miyoshi.
- Yoshikata (義賢; 1521–1598), Sadayoris Sohn, unterstützte 1549 Hosokawa Harumoto (1514–1563) in dessen Kampf gegen Miyoshi Chōkei (三好 長慶; 1522–1564). 1555, begehrte er einen Teil der Provinz Ise und belagerte die Burg Chikusa, aber Fürst Chikusa Tadahara gelang es, einen Frieden auszuhandeln. Danach kämpfte Yoshikata gegen Matsunaga Hisahide am Pass Nyoi-ga-mine (Provinz Yamashiro) und zog 1558 mit Shōgun Ashikaga Yoshiteru in Kyōto ein. 1562 schloss er Frieden mit Miyoshi Chōkei, überließ dessen Sohn die Verwaltung seiner Güter, schor sein Haupt (d. h. wurde Mönch), nannte sich Shōtei und wurde in das Shōbanshū[A 1]  aufgenommen. Er erlernte die Kunst des Bogenschießens von Yoshida Shigekata und das Reisen von Saitō Jogen. Er selbst gründete eine Schule, in der er Kriegskunst nach Art seiner Familie (Sasaki-ryū) lehrte. Nachdem sein Sohn abgesetzt wurde, lebte er am Hofe Oda Nobunagas.
- Yoshiharu/Yoshisuke (義治/義弼; 1545–1612), Yoshikatas Sohn, übernahm 1562 die Ländereien seines Vaters, unterstützt von Gamō Katahide (蒲生 賢秀; 1534–1584) als Berater. 1565, nach der Ermordung des Shōgun Yoshiteru, bat ihn sein Bruder, der Mönch Gakkei, seine Rechte beim Shogunat durchzusetzen. Aber Yoshisuke traute sich nicht, gegen die mächtigen Miyoshi vorzugehen. Daraufhin bat Gakkei Oda Nobunaga, der die Bitte annahm, eine Armee aufstellte und auf Kyōto marschierte. In der Provinz Ōmi eroberte er einige Burgen der Sasaki, so dass Yoshisuke schließlich im Kloster Kōya Zuflucht suchen musste. Yoshisuke wurde dann 1572 von Shibata Katsuie in seiner Burg Namazue belagert, musste sich ergeben, verlor all seinen Besitz und lebte von da an am Hofe Nobunagas. Später trat er in die Dienste Tokugawa Ieyasus. Seine Nachkommen gehörten dann zu den Kōke.[A 2]